# Räntedagsbas
Räntedagsbas (även dagkonvention, räntebas, räntedagskonvention, räntekonvention) anger hur tiden ska räknas vid beräkning av ränta. Det finns olika modeller som - för samma tidsperiod och samma räntesats - kan ge olika räntebelopp. Här redovisas de i Sverige vanligaste modellerna:
- 30E/360	Vid beräkning av tiden anses alla månader ha 30 dagar, och i själva ränteberäkningen (i nämnaren) sätts ett helt år till 360 dagar.

- Act/360	Tidsperioden beräknas med faktiskt antal dagar, men i ränteberäkningen anses ett helt år ha 360 dagar.

- Act/365F	Tidsperioden beräknas med faktiskt antal dagar, och i ränteberäkningen får ett helt år 365 dagar.
- Act/365L	Tidsperioden beräknas med faktiskt antal dagar, och i ränteberäkningen får ett helt år 365 dagar, såvida inte perioden innehåller en skottdag då man i vilket fall året ges 366 dagar.

Utöver dessa konventioner finns det många andra varianter: 30A/360, 30U/360, 30E/360-ISDA, Act/Act-ISDA, Act/Act-ICMA, Bus/252 (brasiliansk där man ej räknar med bankfria dagar). 

## Exempel
I exemplen visas effekten av olika räntedagsbaser vid beräkning av ränta på ett lån om 100.000 kr med räntesatsen 5 %.
Med ”dagar” avses det antal dagar i perioden som ränta ska beräknas för.
| Räntedagsbas | Formel för perioden yyyy-mm-dd -- YYYY-MM-DD                                    | 2007-01-31 -- 2007-03-31                        | 2008-01-31 -- 2008-03-31                        |
| ------------ | ------------------------------------------------------------------------------- | ----------------------------------------------- | ----------------------------------------------- |
| 30E/360      | (Min(DD,30) - Min(dd,30) + 30 * (MM - mm) + 360 * (YYYY - yyyy)) / 360          | 30 + 30 dagar 100.000 * 5/100 * 60/360 = 833 kr | 30 + 30 dagar 100.000 * 5/100 * 60/360 = 833 kr |
| Act/360      | (Antal dagar från (exklusive) yyyy-mm-dd till och med YYYY-MM-DD)/360           | 28 + 31 dagar 100.000 * 5/100 * 59/360 = 819 kr | 29 + 31 dagar 100.000 * 5/100 * 60/360 = 833 kr |
| Act/365F     | (Antal dagar från (exklusive) yyyy-mm-dd till och med YYYY-MM-DD)/365           | 28 + 31 dagar 100.000 * 5/100 * 59/365 = 808 kr | 29 + 31 dagar 100.000 * 5/100 * 60/365 = 822 kr |
| Act/365L     | (Antal dagar från (exklusive) yyyy-mm-dd till och med YYYY-MM-DD)/365 eller 366 | 28 + 31 dagar 100.000 * 5/100 * 59/365 = 808 kr | 29 + 31 dagar 100.000 * 5/100 * 60/366 = 820 kr |